# Jeff Burroughs
Jeffrey Alan Burroughs (ur. 7 marca 1951) – amerykański baseballista, który występował na pozycji zapolowego przez 16 sezonów w Major League Baseball. Dwukrotny uczestnik Meczu Gwiazd (1974, 1978).
W sezonie 1974 przy średniej uderzeń 0,301 (8. wynik w lidze), zaliczając najwięcej w American League RBI (118), 33 double (5. wynik w lidze), zdobywając 25 home runów (4. wynik w lidze), został wybrany najbardziej wartościowym zawodnikiem.